# Ryan Keberle
Ryan Keberle (16 juni 1980) is een Amerikaanse jazztrombonist.

## Biografie
Keberle studeerde af in 2001 aan de Manhattan School of Music, waar hij studeerde bij Steve Turre, Mike Abene en Manny Albam. Na het verkrijgen van de William H. Borden Award vervolgde hij zijn studie bij Wycliffe Gordon en David Berger aan het Institute for Jazz Studies van de Juilliard School. Sindsdien werkt hij in New York op het gebied van jazz, latin jazz, klassieke muziek en de rockmuziek, onder andere als lid van de Saturday Night Live Band bij NBC. In 2003 was hij onder de finalisten bij de Thelonious Monk International Jazz Trombone Competition. 
Hij was lid in het Maria Schneider Orchestra en in Darcy James Argues Secret Society. Bovendien werkte hij op het gebied van de jazz met Wynton Marsalis en het Lincoln Center Jazz Orchestra, Frank Wess, Jimmy Heath, Slide Hampton, Charles McPherson, Percy Heath, Teo Macero, Joe Lovano, Eric Reed, Ivan Lins, Jon Hendricks, Madeleine Peyroux en Esteban Jordan. Als studiomuzikant werkte hij verder met artiesten als Justin Timberlake, Beyoncé, Mariah Carey, Rihanna, Mary J. Blige en Alicia Keys. In 2007 bracht hij zijn debuutalbum uit met het Ryan Keberle Double Quartet met onder andere Marshall Gilkes, in 2010 gevolgd door Heavy Dreaming.
In 2011 werkte hij mee bij Ryan Truesdells Gil Evans-Projekt Centennial – Newly Discovered Works of Gil Evans. Hij speelt met het blazersensemble Big Sackbut, waartoe ook Joe Fiedler, Josh Roseman en Marcus Rojas behoren. In 2014 bracht hij het album Music Is Emotion uit, in 2017 met zijn formatie Ryan Keberle & Catharsis de productie Find the Common, Shine a Light. In 2019 volgde de productie I Hope I Hold.
In 2001 was Keberle artistiek leider van het New Yorkse jeugdorkest Jazz Band Classic, dat hun première had met een Jimmy Heath-programma en ook optrad in de Carnegie Hall. Sinds 2004 onderwijst hij in het jazzprogramma van het Hunter College. In 2015 won hij in de DownBeat-criticuspoll in de categorie «Rising Star».